# Voleibol nos Jogos Pan-Americanos Júnior de 2025 - Masculino
O torneio masculino de voleibol nos Jogos Pan-Americanos Júnior de 2025 ocorrerá entre os dias entre os dias 17 a 22 de agosto, cujas partidas foram realizadas no  Quadra da Federação Paraguaia de Vôlei em Assunção.

## Medalhistas
|  | ND A disputar |  | ND A disputar |  | ND A disputar |
|  |               |  |               |  |               |

## Qualificação das equipes para o torneio
Para definir as oito equipes, as sete foram classificadas de acordo com o ranking da Confederação Sul-Americana de Voleibol (CSV) e da Confederação da América do Norte, Central e Caribe de Voleibol (NORCECA). O Paraguai, por ser o país-sede, garantiu a vaga automática.

## Formato
As oito equipes foram divididas em dois grupos de quatro seleções cada. As equipes do mesmo grupo se enfrentaram, totalizando 3 jogos para cada time. As duas seleções mais bem classificadas de cada grupo avançaram para as semifinais. As seleções que terminaram em terceiro lugar nos seus respectivos grupos disputaram o 5º lugar; e as seleções que ficaram em quarto lugar, disputaram o 7º lugar. Nas semifinais, as equipes vencedoras disputaram a medalha de ouro e as perdedoras a medalha de bronze.

## Primeira Fase
|  | Equipe classificada às semifinais        |
|  | Equipes classificada às quartas de final |
|  | Equipes classificadas aos playoffs       |

Todas as partidas seguem o fuso horário local (UTC-5).
Grupo A
|     |               |     | Jogos | Jogos | Jogos | Resultados | Resultados | Resultados | Resultados | Resultados | Resultados | Sets | Sets | Sets  | Pontos | Pontos | Pontos |
| Pos | Equipe        | Pts | T     | V     | D     | 3–0        | 3–1        | 3–2        | 2–3        | 1–3        | 0–3        | V    | P    | R     | V      | P      | R      |
| --- | ------------- | --- | ----- | ----- | ----- | ---------- | ---------- | ---------- | ---------- | ---------- | ---------- | ---- | ---- | ----- | ------ | ------ | ------ |
| 1   | MEX México    | 14  | 3     | 3     | 0     | 2          | 1          | 0          | 0          | 0          | 0          | 9    | 1    | 9.000 | 244    | 194    | 1.258  |
| 2   | COL Colômbia  | 7   | 3     | 2     | 1     | 0          | 0          | 2          | 0          | 1          | 0          | 7    | 7    | 1.000 | 311    | 311    | 1,000  |
| 3   | GUA Guatemala | 5   | 3     | 1     | 2     | 0          | 1          | 0          | 0          | 1          | 1          | 4    | 7    | 0.571 | 252    | 266    | 0.947  |
| 4   | PAR Paraguai  | 3   | 3     | 0     | 3     | 0          | 0          | 0          | 1          | 1          | 1          | 3    | 9    | 0.333 | 253    | 289    | 0.875  |

Resultados
| 17 de agosto de 2025 P2P3Relatório | México | 3 – 1                   | Colômbia    | Quadra da Federação Paraguaia de Vôlei, Assunção |
| 17 de agosto de 2025 P2P3Relatório | 18 25  | Set 1 Set 2 Set 3 Set 4 | 25 18 23 24 | Quadra da Federação Paraguaia de Vôlei, Assunção |

| 17 de agosto de 2025 P2P3Relatório | Paraguai    | 1 – 3                   | Guatemala   | Quadra da Federação Paraguaia de Vôlei, Assunção |
| 17 de agosto de 2025 P2P3Relatório | 24 20 25 19 | Set 1 Set 2 Set 3 Set 4 | 26 25 20 25 | Quadra da Federação Paraguaia de Vôlei, Assunção |

| 18 de agosto de 2025 P2P3Relatório | México | 3 – 0             | Guatemala | Quadra da Federação Paraguaia de Vôlei, Assunção |
| 18 de agosto de 2025 P2P3Relatório | 25     | Set 1 Set 2 Set 3 | 11 17 23  | Quadra da Federação Paraguaia de Vôlei, Assunção |

| 18 de agosto de 2025 P2P3Relatório | Paraguai       | 2 – 3                         | Colômbia    | Quadra da Federação Paraguaia de Vôlei, Assunção |
| 18 de agosto de 2025 P2P3Relatório | 32 20 19 25 16 | Set 1 Set 2 Set 3 Set 4 Set 5 | 30 25 20 18 | Quadra da Federação Paraguaia de Vôlei, Assunção |

| 19 de agosto de 2025 P2P3Relatório | Guatemala      | 2 – 3                         | Colômbia       | Quadra da Federação Paraguaia de Vôlei, Assunção |
| 19 de agosto de 2025 P2P3Relatório | 23 25 19 25 13 | Set 1 Set 2 Set 3 Set 4 Set 5 | 25 21 25 17 15 | Quadra da Federação Paraguaia de Vôlei, Assunção |

| 19 de agosto de 2025 P2P3Relatório | México | 3 – 0             | Paraguai | Quadra da Federação Paraguaia de Vôlei, Assunção |
| 19 de agosto de 2025 P2P3Relatório | 25     | Set 1 Set 2 Set 3 | 19 17    | Quadra da Federação Paraguaia de Vôlei, Assunção |

Grupo B
|     |                          |     | Jogos | Jogos | Jogos | Resultados | Resultados | Resultados | Resultados | Resultados | Resultados | Sets | Sets | Sets  | Pontos | Pontos | Pontos |
| Pos | Equipe                   | Pts | T     | V     | D     | 3–0        | 3–1        | 3–2        | 2–3        | 1–3        | 0–3        | V    | P    | R     | V      | P      | R      |
| --- | ------------------------ | --- | ----- | ----- | ----- | ---------- | ---------- | ---------- | ---------- | ---------- | ---------- | ---- | ---- | ----- | ------ | ------ | ------ |
| 1   | BRA Brasil               | 13  | 3     | 3     | 0     | 2          | 0          | 1          | 0          | 0          | 0          | 9    | 2    | 4.500 | 258    | 218    | 1.183  |
| 2   | ARG Argentina            | 9   | 3     | 2     | 1     | 0          | 1          | 1          | 1          | 0          | 0          | 8    | 6    | 1.333 | 307    | 286    | 1.073  |
| 3   | CUB Cuba                 | 7   | 3     | 1     | 2     | 1          | 0          | 0          | 1          | 0          | 1          | 5    | 6    | 0.833 | 242    | 250    | 0.968  |
| 4   | DOM República Dominicana | 0   | 3     | 0     | 3     | 0          | 0          | 0          | 0          | 0          | 3          | 0    | 9    | 0.000 | 192    | 245    | 0.784  |

Resultados
| 17 de agosto de 2025 P2P3Relatório | Cuba        | 2 – 3                         | Argentina      | Quadra da Federação Paraguaia de Vôlei, Assunção |
| 17 de agosto de 2025 P2P3Relatório | 21 24 25 14 | Set 1 Set 2 Set 3 Set 4 Set 5 | 25 26 21 23 16 | Quadra da Federação Paraguaia de Vôlei, Assunção |

| 17 de agosto de 2025 P2P3Relatório | Brasil | 3 – 0             | República Dominicana | Quadra da Federação Paraguaia de Vôlei, Assunção |
| 17 de agosto de 2025 P2P3Relatório | 25     | Set 1 Set 2 Set 3 | 20 17 23             | Quadra da Federação Paraguaia de Vôlei, Assunção |

| 18 de agosto de 2025 P2P3Relatório | Cuba | 3 – 0             | República Dominicana | Quadra da Federação Paraguaia de Vôlei, Assunção |
| 18 de agosto de 2025 P2P3Relatório | 25   | Set 1 Set 2 Set 3 | 23 18 23             | Quadra da Federação Paraguaia de Vôlei, Assunção |

| 18 de agosto de 2025 P2P3Relatório | Brasil         | 3 – 2                         | Argentina   | Quadra da Federação Paraguaia de Vôlei, Assunção |
| 18 de agosto de 2025 P2P3Relatório | 27 19 25 22 15 | Set 1 Set 2 Set 3 Set 4 Set 5 | 25 14 25 12 | Quadra da Federação Paraguaia de Vôlei, Assunção |

| 19 de agosto de 2025 [ P2][ P3][ Relatório] | Argentina | 3 – 1                   | República Dominicana | Quadra da Federação Paraguaia de Vôlei, Assunção |
| 19 de agosto de 2025 [ P2][ P3][ Relatório] | 25 20 25  | Set 1 Set 2 Set 3 Set 4 | 12 25 12 19          | Quadra da Federação Paraguaia de Vôlei, Assunção |

| 19 de agosto de 2025 P2P3Relatório | Brasil | 3 – 0             | Cuba     | Quadra da Federação Paraguaia de Vôlei, Assunção |
| 19 de agosto de 2025 P2P3Relatório | 25     | Set 1 Set 2 Set 3 | 18 19 20 | Quadra da Federação Paraguaia de Vôlei, Assunção |

## Decisão do 5º e 7º lugar
|  | Playoffs             | Playoffs     |  |  | 5º lugar | 5º lugar |
|  |                      |              |  |  |          |          |
|  | 21 de agosto – 11:00 |              |  |  |          |          |
|  |                      |              |  |  |          |          |
|  | Paraguai             |              |  |  |          |          |
|  | 22 de agosto – 11:00 |              |  |  |          |          |
|  | Perdedor QF1         |              |  |  |          |          |
|  | Ganhador PF1         |              |  |  |          |          |
|  | 21 de agosto – 14:00 |              |  |  |          |          |
|  |                      | Ganhador PF2 |  |  |          |          |
|  | República Dominicana |              |  |  |          |          |
|  |                      |              |  |  |          |          |
|  | Perdedor QF2         |              |  |  |          |          |
|  | 7º lugar             |              |  |  |          |          |
|  |                      |              |  |  |          |          |
|  | 22 de agosto – 9:00  |              |  |  |          |          |
|  |                      |              |  |  |          |          |
|  | Perdedor PF1         |              |  |  |          |          |
|  |                      |              |  |  |          |          |
|  | Perdedor PF2         |              |  |  |          |          |

Playoffs
| 21 de agosto de 2025 [ P2][ P3][ Relatório] | Paraguai | 0 – 0             |   | Quadra da Federação Paraguaia de Vôlei, Assunção |
| 21 de agosto de 2025 [ P2][ P3][ Relatório] | 0        | Set 1 Set 2 Set 3 | 0 | Quadra da Federação Paraguaia de Vôlei, Assunção |

| 21 de agosto de 2025 [ P2][ P3][ Relatório] | República Dominicana | 0 – 0             |   | Quadra da Federação Paraguaia de Vôlei, Assunção |
| 21 de agosto de 2025 [ P2][ P3][ Relatório] | 0                    | Set 1 Set 2 Set 3 | 0 | Quadra da Federação Paraguaia de Vôlei, Assunção |

7º Lugar
| 22 de agosto de 2025 [ P2][ P3][ Relatório] |   | 0 – 0             |   | Quadra da Federação Paraguaia de Vôlei, Assunção |
| 22 de agosto de 2025 [ P2][ P3][ Relatório] | 0 | Set 1 Set 2 Set 3 | 0 | Quadra da Federação Paraguaia de Vôlei, Assunção |

5º Lugar
| 22 de agosto de 2025 [ P2][ P3][ Relatório] |   | 0 – 0             |   | Quadra da Federação Paraguaia de Vôlei, Assunção |
| 22 de agosto de 2025 [ P2][ P3][ Relatório] | 0 | Set 1 Set 2 Set 3 | 0 | Quadra da Federação Paraguaia de Vôlei, Assunção |

## Fase Final
|  | Quartas de final     | Quartas de final |                      |  | Semifinais | Semifinais        |                   |  | Medalha de ouro | Medalha de ouro |
|  |                      |                  |                      |  |            |                   |                   |  |                 |                 |
|  | 20 de agosto– 16:00  |                  |                      |  |            |                   |                   |  |                 |                 |
|  |                      |                  |                      |  |            |                   |                   |  |                 |                 |
|  | Colômbia             |                  |                      |  |            |                   |                   |  |                 |                 |
|  | 21 de agosto – 17:30 |                  |                      |  |            |                   |                   |  |                 |                 |
|  | Cuba                 |                  |                      |  |            |                   |                   |  |                 |                 |
|  | Brasil               |                  |                      |  |            |                   |                   |  |                 |                 |
|  |                      |                  |                      |  |            |                   |                   |  |                 |                 |
|  |                      |                  | Vencedor QF1         |  |            |                   |                   |  |                 |                 |
|  |                      |                  |                      |  |            |                   |                   |  |                 |                 |
|  |                      |                  | 22 de agosto – 15:00 |  |            |                   |                   |  |                 |                 |
|  |                      |                  |                      |  |            |                   |                   |  |                 |                 |
|  | Vencedor SF1         |                  |                      |  |            |                   |                   |  |                 |                 |
|  | 20 de agosto– 19:00  |                  |                      |  |            |                   |                   |  |                 |                 |
|  |                      | Vencedor SF2     |                      |  |            |                   |                   |  |                 |                 |
|  | Argentina            |                  |                      |  |            |                   |                   |  |                 |                 |
|  | 21 de agosto – 20:30 |                  |                      |  |            |                   |                   |  |                 |                 |
|  | Guatemala            |                  |                      |  |            |                   |                   |  |                 |                 |
|  | México               |                  |                      |  |            |                   |                   |  |                 |                 |
|  |                      |                  |                      |  |            |                   |                   |  |                 |                 |
|  |                      |                  | Vencedor QF2         |  |            | Medalha de bronze | Medalha de bronze |  |                 |                 |
|  |                      |                  | Vencedor QF2         |  |            | Medalha de bronze | Medalha de bronze |  |                 |                 |
|  |                      |                  | 22 de agosto – 13:00 |  |            |                   |                   |  |                 |                 |
|  |                      |                  |                      |  |            |                   |                   |  |                 |                 |
|  | Perdedor SF1         |                  |                      |  |            |                   |                   |  |                 |                 |
|  |                      |                  |                      |  |            |                   |                   |  |                 |                 |
|  | Perdedor SF2         |                  |                      |  |            |                   |                   |  |                 |                 |
|  |                      |                  |                      |  |            |                   |                   |  |                 |                 |

Quartas de final
| 20 de agosto de 2025 [ P2][ P3][ Relatório] | Colômbia | 0 – 0             | Cuba | Quadra da Federação Paraguaia de Vôlei, Assunção |
| 20 de agosto de 2025 [ P2][ P3][ Relatório] | 0        | Set 1 Set 2 Set 3 | 0    | Quadra da Federação Paraguaia de Vôlei, Assunção |

| 20 de agosto de 2025 [ P2][ P3][ Relatório] | Argentina | 0 – 0             | Guatemala | Quadra da Federação Paraguaia de Vôlei, Assunção |
| 20 de agosto de 2025 [ P2][ P3][ Relatório] | 0         | Set 1 Set 2 Set 3 | 0         | Quadra da Federação Paraguaia de Vôlei, Assunção |

Semifinais
| 21 de agosto de 2025 [ P2][ P3][ Relatório] | Brasil | 0 – 0             |   | Quadra da Federação Paraguaia de Vôlei, Assunção |
| 21 de agosto de 2025 [ P2][ P3][ Relatório] | 0      | Set 1 Set 2 Set 3 | 0 | Quadra da Federação Paraguaia de Vôlei, Assunção |

| 21 de agosto de 2025 [ P2][ P3][ Relatório] | México | 0 – 0             |   | Quadra da Federação Paraguaia de Vôlei, Assunção |
| 21 de agosto de 2025 [ P2][ P3][ Relatório] | 0      | Set 1 Set 2 Set 3 | 0 | Quadra da Federação Paraguaia de Vôlei, Assunção |

3º Lugar
| 22 de agosto de 2025 [ P2][ P3][ Relatório] |   | 0 – 0             |   | Quadra da Federação Paraguaia de Vôlei, Assunção |
| 22 de agosto de 2025 [ P2][ P3][ Relatório] | 0 | Set 1 Set 2 Set 3 | 0 | Quadra da Federação Paraguaia de Vôlei, Assunção |

Final
| 22 de agosto de 2025 [ P2][ P3][ Relatório] |   | 0 – 0             |   | Quadra da Federação Paraguaia de Vôlei, Assunção |
| 22 de agosto de 2025 [ P2][ P3][ Relatório] | 0 | Set 1 Set 2 Set 3 | 0 | Quadra da Federação Paraguaia de Vôlei, Assunção |

## Classificação Final
| Pos.              | Equipe | Campanha | Campanha |
| Pos.              | Equipe | V        | D        |
| ----------------- | ------ | -------- | -------- |
| Medalha de ouro   |        | 0        | 0        |
| Medalha de prata  |        | 0        | 0        |
| Medalha de bronze |        | 0        | 0        |
| 4                 |        | 0        | 0        |
| 5                 |        | 0        | 0        |
| 6                 |        | 0        | 0        |
| 7                 |        | 0        | 0        |
| 8                 |        | 0        | 0        |

## Premiações individuais
Os destaques individuais da competição foram:
| - Most Valuable Player - Melhor Oposto - Melhores Ponteiros - Melhor Levantador | - Melhores Centrais - Melhor Líbero - Maior Pontuador | - Melhor Sacador - Melhor Receptor - Melhor Defensor |